# (32082) Sominsky
2000 JH83 (asteroide 32082) é um asteroide da cintura principal. Possui uma excentricidade de 0.13546490 e uma inclinação de 1.98063º.
Este asteroide foi descoberto no dia 7 de maio de 2000 por LINEAR em Socorro.